# IG 파르벤
합동 염료공업 주식회사(독일어: Interessen-Gemeinschaft Farbenindustrie AktienGesellschaft 인테레센게마인샤프트 파르벤인두슈트리어 악티엔게젤샤프트[*]), 약칭 IG 파르벤(IG Farben 이게 파르벤[*])은 독일의 화학공업 복합기업이다. 제1차 세계 대전 이래로 긴밀하게 협력하던 6개 주요 화공기업이 1925년 합병하여 만들어졌다. IG 파르벤은 존재하던 당시 세계 최대의 화공기업이었으며, 산업 전체에서 보아도 제너럴모터스, 미국철강, 스탠더드오일 뉴저지에 이어 세계 4위 규모의 기업이었다.
IG 파르벤 소속 연구원들은 1937년 오토 바이어가 폴리우레탄 합성법을 발견한 것을 비롯하여 화학의 모든 분야의 기초지식에 기여했다. 파르벤 소속 연구원 신분으로 노벨상을 수상한 화학자도 여러 명 있다.
나치당이 독일의 정권을 장악한 이후 IG 파르벤은 나치 정권의 주요 거래대상으로서 활발하게 활동했다. 때문에 나치 정권 패망 이후 전범기업으로서 해체당했다. 아그파게바트, 바스프, 바이엘, 사노피의 4개 기업이 그 후신으로서 분할되어 현재까지 존재하고 있다.

## 같이 보기
- 이게파르벤 재판